# Cristin Milioti
Cristin Milioti (Cherry Hill, 16 agosto 1985) è un'attrice e cantante statunitense, conosciuta principalmente per la sua partecipazione al musical Once a Broadway e per aver recitato nella serie televisiva How I Met Your Mother come Tracy McConnell.

## Biografia
Cristin Milioti nasce da una famiglia di origini italiane. Dopo essersi diplomata nel 2003 presso la Cherry Hill High School East, prende lezioni di recitazione alla New York University che tuttavia abbandona dopo pochi anni.
Inizia la sua carriera ottenendo piccole parti in spot televisivi nazionali, tra cui in particolare uno per la Ford Edge. In seguito appare in serie televisive come 30 Rock e film come Greetings from the Shore. Nel 2010 partecipa all'opera teatrale That Face, e riceve una nomination al Lucille Lortel Award come Migliore attrice protagonista in Stunning. Nel 2012 è la protagonista di Once, per il quale guadagna una candidatura al Tony Award alla miglior attrice protagonista in un musical.
Nel 2013 fa la sua apparizione nell'ultimo episodio dell'ottava stagione della serie televisiva How I Met Your Mother, nella quale interpreta Tracy McConnell, personaggio corrispondente alla madre, diffusamente citata durante l'intera sitcom; entra nel cast regolare nella nona stagione. Sempre nello stesso anno, partecipa al film The Wolf of Wall Street. Nel 2014 è Zelda, co-protagonista della serie televisiva A to Z, terminata dopo una sola stagione.
Nel 2015 entra a far parte del cast della seconda stagione della serie antologica Fargo, nel ruolo di Betsy Solverson. Nello stesso anno recita e canta nel ruolo di Elly nel musical Lazarus al New York Theatre Workshop di Manhattan. Il musical, con le canzoni di David Bowie e da lui stesso autorizzato e supervisionato, ha avuto la sua anteprima a novembre, aprendo poi al pubblico da dicembre fino a gennaio del 2016. Milioti non ha fatto più parte del cast per la produzione londinese prevista a fine 2016, venendo sostituita da Amy Lennox.
Nel 2021 è la protagonista della commedia nera di HBO Max Made for Love nel ruolo di una moglie di un miliardario del campo della tecnologia.
Nel 2024 Milioti interpreta la villain Sofia Falcone Gigante nella miniserie HBO e spin-off del film The Batman, intitolata The Penguin, accanto al protagonista Colin Farrell.

## Filmografia

### Cinema
- Cartolina d'estate (Greetings from the Shore), regia di Greg Chwerchak (2007)
- Year of the Carnivore, regia di Sook-Yin Lee (2009)
- Ashley, cortometraggio (2011)
- I Am Ben, regia di Matthew Brady e Gaelan Connell, cortometraggio (2012)
- Sleepwalk with Me, regia di Mike Birbiglia (2012)
- Botte di fortuna (The Brass Teapot), regia di Ramaa Mosley (2012)
- Bert and Arnie's Guide to Friendship, regia di Jeff Kaplan (2013)
- The Wolf of Wall Street, regia di Martin Scorsese (2013)
- The Occupants, regia di Todd Alcott (2014)
- Un amore di collega, regia di Sasha Gordon (2015)
- I casi della vita, regia di Andrew Wagner (2017)
- Palm Springs - Vivi come se non ci fosse un domani (Palm Springs), regia di Max Barbakow (2020)
- Death to 2020, regia di Charlie Brooker (2020)

### Televisione
- 3 libbre (3 lbs) – serie TV, episodio 1x06 (2006)
- I Soprano (The Sopranos) – serie TV, episodi 6x05-6x10-6x14 (2006-2007)
- The Unusuals - I soliti sospetti (The Unusuals) – serie TV, episodi 1x04-1x05-1x10 (2009)
- The Good Wife – serie TV, episodio 2x01 (2010)
- 30 Rock – serie TV, episodio 5x16 (2011)
- Nurse Jackie - Terapia d'urto (Nurse Jackie) – serie TV, episodio 3x12 (2011)
- How I Met Your Mother – serie TV, 14 episodi (2013-2014)
- A to Z – serie TV, 13 episodi (2014)
- The Mindy Project – serie TV, 5 episodi (2015-2016)
- I Griffin (Family Guy) – serie animata, 1 episodio (2015)
- Fargo – serie TV, 9 episodi (2015)
- Black Mirror – serie TV, episodi 4x01-7x06 (2017-2025)
- Modern Love – serie TV, episodi 1x01-1x08 (2019)
- Mythic Quest – serie TV, episodio 1x05 (2020)
- Made for Love – serie TV, 16 episodi (2021-2022)
- The Resort – serie TV, 8 episodi (2022)
- The Penguin, regia di Craig Zobel, Helen Shaver, Kevin Bray e Jennifer Getzinger – miniserie TV (2024)

## Teatro
- The Lieutenant of Inishmore (2006, Understudy Lyceum Theatre) - Mairead
- The Devil's Disciple (2007, Irish Repertory Theatre)
- Crooked (2008) - Laney
- Some Americans Abroad (2008) - Katie Taylor
- The Heart is a Lonely Hunter (2009, New York Theatre Workshop) - Mick Kelly
- Stunning (2009, Lincoln Center Theater) - Lily
- That Face (2010, Manhattan Theatre Club) - Mia
- Once (2011-2013) - The Girl
- Lazarus (dic 2015 - gen. 2016) - Elly

## Riconoscimenti
- Critics' Choice Television Award
  - 2016 – Candidatura alla miglior attrice non protagonista in una miniserie o film TV per Fargo[11]
  - 2025 – Miglior attrice protagonista in una miniserie o film TV per The Penguin[12]
- Critics' Choice Super Awards
  - 2021 – Miglior attrice in un film fantasy/fantascienza per Palm Springs - Vivi come se non ci fosse un domani[13]
- Primetime Emmy Awards
  - 2025 – Candidatura alla miglior attrice in una miniserie, serie antologica o film TV per The Penguin[14]
- Golden Globe
  - 2025 – Candidatura alla miglior attrice in una miniserie, serie antologica o film TV per The Penguin[15]
- Grammy Award
  - Grammy Award al miglior album di un musical teatrale per Once[16]
- Hollywood Critics Association TV Awards
  - 2021 – Candidatura alla miglior attrice in una serie commedia in streaming per Made for Love[17]
- Lucille Lortel Award
  - 2011 – Candidatura alla miglior protagonista in un'opera teatrale per Stunning[18]
  - 2012 – Candidatura alla miglior protagonista in un'opera teatrale per Once[19]
  - 2018 – Candidatura alla miglior protagonista in un'opera teatrale per After the Blast[20]
- MTV Movie & TV Award
  - 2018 – Candidatura alla performance più terrorizzante per Black Mirror[21]
- Saturn Award[22]
  - 2025 – Miglior attrice non protagonista in una serie televisiva
- Tony Award
  - 2012 – Candidatura alla miglior attrice protagonista in un musical per Once[23]
- Screen Actors Guild Award
  - 2025 – Candidatura alla Migliore attrice in una miniserie o film per la televisione per The Penguin[24]

## Doppiatrici italiane
Nelle versioni in italiano delle opere in cui ha recitato, Cristin Milioti è stata doppiata da:
- Federica De Bortoli in The Wolf of Wall Street, Fargo,  The Resort, I Simpson
- Gea Riva in How I Met Your Mother (st. 9), Made for Love
- Maria Letizia Scifoni ne I Soprano
- Sabrina Bonfitto in How I Met Your Mother (ep. 8x24)
- Domitilla D'Amico in Black Mirror
- Antonella Baldini in 30 Rock
- Elena Perino in Modern Love
- Eleonora Reti in Palm Springs - Vivi come se non ci fosse un domani
- Valentina Favazza in The Penguin